# الغواصة الألمانية يو-196
غواصة يو-196 غواصة يو بوت ألمانية من الفئة التاسعة دي2 بنيت لسلاح بحرية ألمانيا النازية كريغسمارينه، في أحواض بناء السفن والآلات الألمانية وإيه جي فيزر في بريمن خلال الحرب العالمية الثانية. أبحرت يو-196 في 16 مارس 1944 وغرقت سفينة الشحن البريطانية Shahzada التي يبلغ وزنها 5500 طن قبل أن تصل إلى Penang في 10 أغسطس.